# Anaxyrus baxteri
Anaxyrus baxteri е вид земноводно от семейство Крастави жаби (Bufonidae). Видът е вече изчезнал от дивата природа.

## Разпространение
Видът е разпространен единствено в националния резерват Мортенсън в Уайоминг, САЩ.